# سعدي بن شنيبر العتيبي
سعدي بن شنيبر العتيبي (1924 - 19 مايو 2020) كان حارس الشخصي لملوك السعودية بداية من الملك عبد العزيز حتى الملك فهد.

## عن حياته
ولد عام 1924م وقد قدم من البادية صغيراً والتحق بعمر السابعة عشرة في القطاع العسكري وتحديدًا في الحرس الملكي، وسريعًا أصبح في الحراسة الخاصة للملك عبد العزيز، وعمل معه حتى وفاته عام 1953 بعد ذلك استمر بالعمل مع الملوك اللاحقين، وحظي بثقة بالغة من أبناء وأحفاد الملك عبد العزيز، فعمل مع الملك فيصل بن عبدالعزيز حتى وفاته عام 1975، وبعد أن اعتلى الملك خالد سدة الحكم عينه الملك مرافقاً شخصياً، حتى أصبح ملازماً له بشكل كبير وبعد وفاة الملك خالد عام 1982، وتسلم الملك فهد مقاليد الحكم، لم يتغير شيء، فقد استمرت الثقة الملكية، فعينه الملك فهد مرافقاً شخصياً ولازمه في كل رحلاته الخارجية وبعد خدمة استمرت لأكثر من 45 عاماً، طلب من الملك فهد إعفاءه، بعد أن أصبح غير قادر على العطاء لكبره في السن.

## وفاته
توفي يوم الثلاثاء 19 مايو 2020م الموافق 26 رمضان 1441هـ عن عمر ناهز 96 عاماً.